# Mèntor

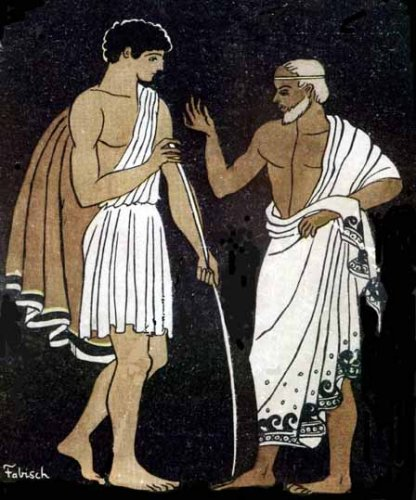
Mèntor i Telèmac

Mèntor (en grec antic Μέντωρ), és un personatge de l'Odissea, amic d'Odisseu.
És fill d'un habitant d'Ítaca anomenat Àlcim. Odisseu li va confiar, mogut per la seva amistat, la custòdia dels seus interessos i l'educació del seu fill Telèmac quan va marxar a la guerra de Troia. Per això Mèntor parla a favor de Telèmac a les assemblees d'Ítaca. La deessa Atena va adoptar la figura de Mèntor quan va acompanyar Telèmac a buscar el seu pare, i quan va ajudar Odisseu en la seva lluita contra els pretendents.